# Копельо, Ясмани
Ясмани Копельо Эскобар (исп. Yasmani Copello Escobar; род. 15 апреля 1987) — турецкий и кубинский легкоатлет, специализирующийся в беге на 400 метров с барьерами. Бронзовый призёр Олимпийских игр 2016 года. Чемпион Европы (2016). Двукратный чемпион Турции.

## Биография
Свою спортивную карьеру начал в родной Кубе, где выступал на дистанции 400 метров и в барьерных дисциплинах (110 и 400 метров). Становился серебряным призёром чемпионата Центральной Америки и стран Карибского бассейна, выигрывал Ибероамериканский чемпионат в эстафете 4×400 метров.
В 2012 году уехал в Турцию и начал выступать за клуб Фенербахче из Стамбула. В октябре 2013 года получил гражданство своей новой родины, а с мая 2014 года IAAF официально разрешила Ясмани выступать под турецким флагом.
Выступал в финале чемпионата мира 2015 года, где финишировала 6-м с результатом 48,96.
В 2016 году стал чемпионом Европы в беге на 400 метров с барьерами, опередив испанца Серхио Фернандеса и действующего чемпиона Карима Хуссейна из Швейцарии. На Олимпийских играх в Рио-де-Жанейро завоевал бронзовую медаль, установив в финале новый рекорд Турции — 47,92.
9 августа 2017 года завоевал серебро чемпионата мира на дистанции 400 метров с барьерами.

## Основные результаты
| Год  | Турнир           | Место проведения         | Дисциплина       | Место      | Результат |
| ---- | ---------------- | ------------------------ | ---------------- | ---------- | --------- |
| 2015 | Чемпионат мира   | Пекин, Китай             | 400 м с/б        | 6-е        | 48,96     |
| 2016 | Чемпионат Европы | Амстердам, Нидерланды    | 400 м с/б        | 1-е        | 48,98     |
| 2016 | Чемпионат Европы | Амстердам, Нидерланды    | эстафета 4×400 м | 9-е (заб.) | 3.04,65   |
| 2016 | Олимпийские игры | Рио-де-Жанейро, Бразилия | 400 м с/б        | 3-е        | 47,92     |